# Edmond Azemi
Edmond Azemi (Doboj, 19 settembre 1980) è un dirigente sportivo ed ex cestista kosovaro con cittadinanza albanese.

## Palmarès
- Lega Balcanica: 2

Pristina: 2014-15, 2015-16
- Superliga e Kosovës në Basketboll: 13

Pristina: 2002, 2003, 2006, 2007, 2008, 2009, 2010, 2011, 2014, 2015, 2016, 2017, 2019
- Campionato islandese: 1

KR Reykjavík: 2017
- Kupa e Kosovës: 13

Pristina: 2002, 2003, 2005, 2006, 2007, 2008, 2009, 2010, 2013, 2014, 2016, 2017, 2018, 2019
- Kosovo Supercup: 5

Pristina: 2012, 2013, 2014, 2018, 2020